# Tác động văn hóa tiềm tàng của việc tiếp xúc người ngoài hành tinh
Tác động văn hóa của việc tiếp xúc người ngoài hành tinh là tập hợp những thay đổi đối với khoa học, công nghệ, tôn giáo, chính trị và hệ sinh thái Trái Đất do tiếp xúc với nền văn minh ngoài hành tinh. Khái niệm này có liên quan mật thiết đến việc tìm kiếm trí thông minh ngoài Trái Đất (SETI), nỗ lực xác định sự sống thông minh thay vì phân tích tác động của việc tiếp xúc với sự sống đó.
Những thay đổi tiềm ẩn từ sự tiếp xúc với người ngoài hành tinh có thể khác nhau rất nhiều về mức độ và loại hình, dựa trên mức độ tiến bộ công nghệ của nền văn minh ngoài Trái Đất, mức độ nhân từ hoặc ác độc, và mức độ hiểu biết lẫn nhau giữa bản thân người ngoài hành tinh và nhân loại. Phương tiện mà con người được tiếp xúc, có thể là bức xạ điện từ, tương tác vật lý trực tiếp, di vật ngoài Trái Đất, hoặc bằng cách khác, cũng có thể ảnh hưởng đến kết quả của sự tiếp xúc. Kết hợp các yếu tố này, nhiều hệ thống khác nhau đã được tạo ra để đánh giá tác động của việc tiếp xúc với người ngoài hành tinh.
Hệ quả của việc tiếp xúc với người ngoài Trái Đất, đặc biệt là với một nền văn minh sở hữu công nghệ vượt trội, thường được ví như cuộc gặp gỡ của hai nền văn hóa loài người rất khác nhau trên Trái Đất, một tiền lệ lịch sử là Giao lưu Colombia. Những cuộc gặp gỡ như vậy nói chung đã dẫn đến sự hủy diệt của nền văn minh tiếp nhận sự tiếp xúc (trái ngược với "người tiếp xúc", khởi đầu cuộc tiếp xúc này), và do đó, sự hủy diệt của nền văn minh nhân loại là một kết quả có thể xảy ra. Sự tiếp xúc ngoài Trái Đất cũng tương tự như rất nhiều cuộc gặp gỡ giữa các chủng loài bản địa và xâm lấn không phải con người chiếm cùng một ngách sinh thái. Tuy nhiên, việc thiếu đi mối liên hệ công chúng được xác minh cho đến nay có nghĩa là hậu quả bi thảm phần lớn vẫn là mang tính suy đoán.

## Bối cảnh

### Tìm kiếm trí thông minh ngoài Trái Đất

Thông điệp Arecibo, được gửi đến cụm sao cầu M13 sau khi các khuyến nghị của Dự án Cyclops không được thực hiện

Để phát hiện các nền văn minh ngoài Trái Đất bằng kính viễn vọng vô tuyến, người ta phải xác định một tín hiệu nhân tạo, mạch lạc dựa trên nền các hiện tượng tự nhiên khác nhau cũng tạo ra sóng vô tuyến. Các kính thiên văn có khả năng này bao gồm Đài quan sát Arecibo ở Puerto Rico, Mạng lưới Kính thiên văn Allen  ở Hat Creek, California và Kính viễn vọng hình cầu khẩu độ 500 mét mới ở Trung Quốc. Các chương trình khác nhau nhằm phát hiện trí thông minh ngoài Trái Đất đã được chính phủ tài trợ trong quá khứ. Dự án Cyclops được NASA ủy nhiệm vào những năm 1970 để điều tra cách hiệu quả nhất để tìm kiếm tín hiệu từ các nguồn trí thông minh ngoài Trái Đất, nhưng các khuyến nghị của báo cáo đã được gạt sang một bên để ủng hộ cách tiếp cận khiêm tốn hơn nhiều của Messaging to Extra-Terrestrial Intelligence (METI), việc gửi các thông điệp mà các sinh vật ngoài hành tinh thông minh có thể chặn lại. NASA về sau đã giảm đáng kể tài trợ cho các chương trình SETI, từ đó chuyển sang quyên góp tư nhân để tiếp tục quá trình tìm kiếm.
Với việc phát hiện vào cuối thế kỷ 20 và đầu thế kỷ 21 nhiều hành tinh ngoài hệ mặt trời, một số hành tinh trong số đó có thể sinh sống được, các chính phủ một lần nữa bắt đầu quan tâm đến việc tài trợ cho các chương trình mới. Năm 2006, Cơ quan Vũ trụ Châu Âu đã phóng COROT, tàu vũ trụ đầu tiên dành riêng cho việc tìm kiếm các ngoại hành tinh, và vào năm 2009 NASA đã phóng kính viễn vọng không gian Kepler với mục đích tương tự. Vào tháng 2 năm 2013, Kepler đã phát hiện 105 số lượng hành tinh ngoài hệ mặt trời đã được xác nhận, và một trong số đó, Kepler-22b, có khả năng ở được. Sau khi nó được phát hiện, Viện SETI đã tiếp tục cuộc tìm kiếm một nền văn minh ngoài Trái Đất thông minh, tập trung vào các hành tinh ứng cử viên của Kepler,  với sự tài trợ của Không quân Mỹ.
Các hành tinh mới được phát hiện, đặc biệt là những hành tinh có khả năng sinh sống được, đã cho phép các chương trình SETI và METI tái tập trung các dự án liên lạc với trí thông minh ngoài Trái Đất. Vào năm 2009, một A Message From Earth (AMFE) được gửi đến hệ hành tinh Gliese 581, hệ hành tinh này chứa hai hành tinh có khả năng sinh sống được, Gliese 581d được xác nhận và Gliese 581g có thể sinh sống được nhưng chưa được xác nhận. Trong dự án SETILive, bắt đầu vào năm 2012, các tình nguyện viên là con người phân tích dữ liệu từ Mạng lưới Kính thiên văn Allen để tìm kiếm các tín hiệu có thể có của người ngoài hành tinh mà máy tính có thể bỏ lỡ do nhiễu sóng vô tuyến trên mặt đất. Dữ liệu cho nghiên cứu thu được bằng cách quan sát các ngôi sao mục tiêu Kepler bằng kính viễn vọng vô tuyến.
Ngoài các phương pháp dựa trên vô tuyến, một số dự án, chẳng hạn như SEVENDIP (Search for Extraterrestrial Visible Emissions from Nearby Developed Intelligent Populations) tại Đại học California, Berkeley, đang sử dụng các vùng khác của phổ điện từ để tìm kiếm tín hiệu ngoài hành tinh. Nhiều dự án khác không tìm kiếm các tín hiệu mạch lạc, mà muốn sử dụng bức xạ điện từ để tìm bằng chứng khác về trí thông minh ngoài Trái Đất, chẳng hạn như các dự án khám phá thiên văn siêu cấp.
Một số tín hiệu, chẳng hạn như tín hiệu Wow! signal, đã được phát hiện trong lịch sử tìm kiếm trí thông minh ngoài Trái Đất, nhưng chưa có tín hiệu nào được xác nhận là có nguồn gốc thông minh.

### Đánh giá tác động việc tiếp xúc người ngoài hành tinh
Tác động của việc tiếp xúc với người ngoài hành tinh phụ thuộc vào phương pháp khám phá, bản chất của các sinh vật ngoài Trái Đất và vị trí của chúng so với Trái Đất. Xem xét các yếu tố này, Thang đo Rio được phát minh nhằm cung cấp một bức tranh định lượng hơn về kết quả của sự tiếp xúc với người ngoài hành tinh. Cụ thể hơn, thang đo đánh giá liệu thông tin liên lạc có được thực hiện qua radio hay không, nội dung thông tin của bất kỳ thông điệp nào và liệu phát hiện có xuất phát từ một thông điệp được phát tia có chủ ý hay không (và nếu có, việc phát hiện là kết quả của nỗ lực SETI chuyên biệt hay thông qua các quan sát thiên văn chung) hoặc bằng cách phát hiện các sự cố như rò rỉ bức xạ từ các cơ sở lắp đặt kỹ thuật thiên văn. Câu hỏi về việc liệu một tín hiệu ngoài Trái Đất có mục đích đã được xác nhận là xác thực hay chưa, và với mức độ tin cậy nào, cũng sẽ ảnh hưởng đến tác động của cuộc tiếp xúc. Thang đo Rio được sửa đổi vào năm 2011 bao gồm việc xem xét liệu sự tiếp xúc có đạt được thông qua một thông điệp giữa các vì sao hay thông qua một hiện vật vật chất ngoài hành tinh, với đề xuất rằng định nghĩa về hiện vật được mở rộng để bao gồm "dấu hiệu công nghệ", bao gồm tất cả các dấu hiệu về sự sống thông minh ngoài Trái Đất khác với các thông điệp vô tuyến giữa các vì sao mà các chương trình SETI truyền thống tìm kiếm.
Một nghiên cứu của nhà thiên văn học Steven J. Dick tại Đài thiên văn Hải quân Hoa Kỳ đã xem xét tác động văn hóa của việc tiếp xúc người ngoài hành tinh bằng cách phân tích các sự kiện có ý nghĩa tương tự trong lịch sử khoa học. Nghiên cứu cho rằng tác động sẽ bị ảnh hưởng mạnh mẽ nhất bởi nội dung thông tin của thông điệp nhận được, nếu có. Nó phân biệt tác động ngắn hạn và dài hạn. Xem liên lạc dựa trên sóng vô tuyến là một kịch bản hợp lý hơn là một chuyến thăm từ tàu vũ trụ ngoài Trái Đất, nghiên cứu bác bỏ sự tương tự thường được tuyên bố về việc thực dân châu Âu tại châu Mỹ là một mô hình chính xác cho liên hệ duy nhất về thông tin, thích các sự kiện có ý nghĩa khoa học sâu sắc, chẳng hạn như Các cuộc cách mạng Copernican và Darwin, như mang tính dự báo nhiều hơn về việc loài người có thể bị ảnh hưởng như thế nào khi tiếp xúc với người ngoài hành tinh.
Khoảng cách vật lý giữa hai nền văn minh cũng đã được sử dụng để đánh giá tác động văn hóa của việc tiếp xúc với người ngoài hành tinh. Các ví dụ lịch sử cho thấy khoảng cách càng lớn, nền văn minh tiếp xúc càng ít nhận thấy mối đe dọa đối với bản thân và nền văn hóa của nó. Do đó, sự tiếp xúc xảy ra trong Hệ Mặt Trời, và đặc biệt là ở vùng lân cận Trái Đất, có khả năng gây rối loạn và tiêu cực nhất cho nhân loại. Ở quy mô nhỏ hơn, những người ở gần tâm chấn tiếp xúc sẽ chịu ảnh hưởng lớn hơn những người sống xa hơn, và tiếp xúc có nhiều tâm chấn sẽ gây ra cú sốc lớn hơn so với người có một tâm chấn duy nhất. Các nhà khoa học vũ trụ Martin Dominik và John Zarnecki tuyên bố rằng trong trường hợp không có bất kỳ dữ liệu nào về bản chất của trí thông minh ngoài Trái Đất, người ta phải dự đoán tác động văn hóa của việc tiếp xúc người ngoài hành tinh trên cơ sở khái quát bao gồm tất cả sự sống và sự tương đồng với lịch sử.
Niềm tin của công chúng về tác động của việc tiếp xúc với người ngoài hành tinh cũng đã được nghiên cứu. Một cuộc thăm dò ý kiến của các sinh viên đại học Hoa Kỳ và Trung Quốc vào năm 2000 cung cấp phân tích nhân tố về câu trả lời cho các câu hỏi, cùng với những thứ khác, về niềm tin của những người tham gia rằng sự sống ngoài Trái Đất tồn tại trong Vũ trụ, rằng sự sống như vậy có thể thông minh và con người cuối cùng sẽ tiếp xúc với nó. Nghiên cứu cho thấy mối tương quan có trọng số đáng kể giữa niềm tin của những người tham gia rằng sự tiếp xúc với người ngoài hành tinh có thể xung đột hoặc làm phong phú thêm niềm tin tôn giáo cá nhân của họ và mức độ bảo thủ của niềm tin tôn giáo đó. Những người được hỏi càng dè dặt, họ càng coi việc tiếp xúc với người ngoài hành tinh là có hại. Các mô hình tương quan đáng kể khác cho hay sinh viên coi việc tìm kiếm trí thông minh ngoài Trái Đất có thể vô ích hoặc thậm chí có hại.
Các nhà tâm lý học Douglas Vakoch và Yuh-shiow Lee đã tiến hành một cuộc khảo sát để đánh giá phản ứng của mọi người khi nhận được thông điệp từ người ngoài hành tinh, bao gồm cả những nhận định của họ về khả năng người ngoài hành tinh có ác tâm. "Những người coi thế giới là một nơi thù địch có nhiều khả năng nghĩ rằng người ngoài hành tinh sẽ tỏ thái độ thù địch," Vakoch nói với USA Today.

### Các nghi thức ngoại giao sau phát hiện
Nhiều nghi thức ngoại giao khác nhau được soạn thảo chi tiết quá trình hành động của các nhà khoa học và chính phủ sau khi tiếp xúc với người ngoài hành tinh. Các nghi thức ngoại giao sau phát hiện phải giải quyết ba vấn đề: phải làm gì trong những tuần đầu tiên sau khi nhận được thông báo từ một nguồn ngoài Trái Đất; có gửi thư trả lời hay không; và phân tích hậu quả lâu dài của thông điệp nhận được. Tuy nhiên, không có nghi thức ngoại giao sau phát hiện nào là ràng buộc theo luật quốc gia hoặc luật quốc tế, và cả Dominik lẫn Zarnecki coi các nghi thức ngoại giao kiểu này có thể bị bỏ qua nếu xảy ra tiếp xúc.
Một trong những nghi thức ngoại giao sau phát hiện đầu tiên, "Tuyên bố về các Nguyên tắc Hoạt động Sau khi Phát hiện Trí thông minh ngoài Trái Đất", được tạo ra bởi Ủy ban Thường trực SETI của Viện Du hành Vũ trụ Quốc tế (IAA). Sau đó được phê duyệt bởi Ban Quản trị của IAA và Viện Luật Không gian Quốc tế, và sau vẫn được Liên minh Thiên văn Quốc tế (IAU), Ủy ban Nghiên cứu Không gian, Liên minh Khoa học Vô tuyến Quốc tế, cùng những cơ quan ban ngành khác phê chuẩn. Sau đó, nó được chứng thực bởi hầu hết các nhà nghiên cứu tham gia vào việc tìm kiếm trí thông minh ngoài Trái Đất, bao gồm cả Viện SETI.
Tuyên bố về các Nguyên tắc bao gồm các điều khoản rộng mở như sau:
1. Bất kỳ cá nhân hoặc tổ chức nào phát hiện ra một tín hiệu nên cố gắng xác minh rằng nó có thể có nguồn gốc thông minh trước khi công bố.
2. Người phát hiện ra tín hiệu, vì mục đích xác minh độc lập, nên liên lạc với các bên ký kết khác của Tuyên bố trước khi công bố rộng rãi và cũng phải thông báo cho các cơ quan chức năng của quốc gia họ.
3. Khi một quan sát thiên văn nhất định đã được xác định là một tín hiệu đáng tin cậy ngoài Trái Đất, cộng đồng thiên văn nên được thông báo thông qua Cục Điện báo Thiên văn Trung ương của IAU. Tổng Thư ký Liên Hợp Quốc và các liên minh khoa học toàn cầu khác cũng cần được thông báo.
4. Sau khi xác nhận nguồn gốc ngoài Trái Đất của một quan sát, tin tức về khám phá sẽ được công bố rộng rãi. Người phát hiện có quyền thông báo công khai lần đầu.
5. Tất cả dữ liệu xác nhận khám phá phải được công bố cho cộng đồng khoa học quốc tế và được lưu trữ ở dạng dễ tiếp cận nhất có thể.
6. Nếu bằng chứng về trí thông minh ngoài Trái Đất ở dạng tín hiệu điện từ, nên liên hệ với Tổng Thư ký của Liên minh Viễn thông Quốc tế (ITU) và có thể yêu cầu trong Thông tư hàng tuần ITU tiếp theo để giảm thiểu việc sử dụng trên mặt đất đối với các dải tần điện từ mà tín hiệu đã được phát hiện.
7. Cả người phát hiện và bất kỳ ai khác đều không nên phản ứng với trí thông minh ngoài Trái Đất được quan sát thấy; làm như vậy cần có thỏa thuận quốc tế theo các phương thức riêng biệt.
8. Ủy ban Thường trực SETI của IAA và Ủy ban 51 của IAU nên liên tục xem xét các thủ tục liên quan đến việc phát hiện trí thông minh ngoài Trái Đất và quản lý dữ liệu liên quan đến những khám phá đó. Một ủy ban bao gồm các thành viên từ các liên đoàn khoa học quốc tế khác nhau và các cơ quan khác do ủy ban chỉ định, nên điều chỉnh việc tiếp tục nghiên cứu SETI.

Sau đó, một "Thỏa thuận theo Đề xuất về việc Gửi Thông tin Liên lạc tới Trí thông minh ngoài Trái Đất" riêng biệt được tạo ra. Nó đề xuất một ủy ban quốc tế, thành viên của ủy ban này sẽ mở cho tất cả các quốc gia quan tâm, được thành lập để dò tìm trí thông minh ngoài Trái Đất. Ủy ban này sẽ quyết định có gửi một thông điệp tới trí thông minh ngoài Trái Đất hay không, và nếu có, sẽ xác định nội dung của thông điệp trên cơ sở các nguyên tắc như công lý, tôn trọng đa dạng văn hóa, trung thực và tôn trọng tài sản và chủ quyền lãnh thổ. Dự thảo đề xuất cấm gửi bất kỳ thông điệp nào của một quốc gia hoặc tổ chức cá nhân mà không có sự cho phép của ủy ban và đề xuất rằng, nếu trí thông minh được phát hiện gây nguy hiểm cho nền văn minh nhân loại, Hội đồng Bảo an Liên Hợp Quốc nên cho phép trao lại bất kỳ thông điệp nào cho trí thông minh ngoài Trái Đất. Tuy nhiên, đề xuất này, giống như tất cả các đề xuất khác, chưa được đưa vào luật quốc gia hoặc quốc tế.
Paul Davies, một thành viên của SETI Post-Detection Taskgroup, đã tuyên bố rằng các nghi thức ngoại giao sau phát hiện, kêu gọi tham vấn quốc tế trước khi thực hiện bất kỳ bước quan trọng nào liên quan đến việc phát hiện, khó có thể được giới thiên văn học là những người sẽ thúc đẩy sự nghiệp của họ làm theo qua lời nói của một nghi thức ngoại giao không thuộc luật quốc gia hoặc quốc tế.

## Các tình huống và cân nhắc về sự tiếp xúc
Văn học khoa học và khoa học viễn tưởng đã đưa ra nhiều mô hình khác nhau về cách thức mà các nền văn minh ngoài Trái Đất và con người có thể tương tác. Những dự đoán này rất đa dạng, từ những nền văn minh tinh vi có thể thúc đẩy nền văn minh của nhân loại trong nhiều lĩnh vực đến những cường quốc có thể thu hút những lực lượng cần thiết để khuất phục nhân loại. Một số giả thuyết cho rằng một nền văn minh ngoài Trái Đất có thể đủ tiến bộ đến mức không cần đến sinh học, thay vào đó là sống bên trong các máy tính tiên tiến.
Ý nghĩa của việc khám phá phụ thuộc rất nhiều vào mức độ hiếu chiến của nền văn minh tương tác với loài người, đạo đức của nó, và mức độ chung của sinh vật học giữa con người và người ngoài hành tinh. Những yếu tố này sẽ chi phối số lượng và kiểu đối thoại có thể diễn ra. Câu hỏi liệu tiếp xúc là vật lý hay thông qua các tín hiệu điện từ cũng sẽ chi phối mức độ ảnh hưởng lâu dài trong quá trình tiếp xúc. Trong trường hợp giao tiếp bằng tín hiệu điện từ, khoảng thời gian im lặng kéo dài giữa việc tiếp nhận một thông điệp này và một thông điệp khác sẽ có nghĩa là nội dung của bất kỳ thông điệp nào sẽ ảnh hưởng đặc biệt đến hậu quả của quá trình tiếp xúc, cũng như mức độ hiểu biết lẫn nhau.

### Các nền văn minh thân thiện
Nhiều nhà văn đã suy đoán về những cách thức mà một nền văn minh thân thiện có thể tương tác với loài người. Albert Harrison, giáo sư tâm lý học danh dự tại Đại học California, Davis, nghĩ rằng một nền văn minh tiên tiến cao có thể dạy cho nhân loại những thứ như lý thuyết vật lý về vạn vật, cách sử dụng năng lượng điểm 0 hoặc cách du hành nhanh hơn hơn ánh sáng. Họ gợi ý rằng sự hợp tác với một nền văn minh như vậy ban đầu có thể là trong lĩnh vực nghệ thuật và nhân văn trước khi chuyển sang lĩnh vực khoa học chủ chốt, và thậm chí các nghệ sĩ có thể là mũi nhọn của sự hợp tác. Seth D. Baum, thuộc Viện Rủi ro Thảm họa Toàn cầu và những người khác cho rằng tuổi thọ cao hơn của các nền văn minh hợp tác so với các nền văn minh bất hợp tác và hiếu chiến có thể khiến các nền văn minh ngoài Trái Đất nói chung có nhiều khả năng hỗ trợ nhân loại hơn. Tuy nhiên, trái ngược với những quan điểm này, Paolo Musso, thành viên của Nhóm nghiên cứu thường trực SETI của Viện Du hành Vũ trụ Quốc tế (IAA) và Viện Hàn lâm Khoa học Giáo hoàng, lại cho rằng các nền văn minh ngoài Trái Đất sở hữu, giống như con người, một đạo đức không hoàn toàn bởi lòng vị tha nhưng cũng vì lợi ích cá nhân, do đó để ngỏ khả năng rằng ít nhất một số nền văn minh ngoài Trái Đất là thù địch.

### Các nền văn minh thù địch
Các bộ phim khoa học viễn tưởng thường miêu tả con người đẩy lùi thành công các cuộc xâm lược của người ngoài hành tinh, nhưng các nhà khoa học thường nêu quan điểm rằng một nền văn minh ngoài Trái Đất có đủ sức mạnh để tiếp cận Trái Đất sẽ có thể tiêu diệt nền văn minh loài người với nỗ lực tối thiểu. Các hoạt động khổng lồ ở quy mô con người, chẳng hạn như phá hủy tất cả các trung tâm dân cư lớn trên một hành tinh, bắn phá một hành tinh bằng bức xạ neutron chết người, hoặc thậm chí du hành đến một hệ hành tinh khác để gây lãng phí cho nó, có thể là những công cụ quan trọng cho giống loài thù địch và nền văn minh toàn trị. Deardorff suy đoán rằng một tỷ lệ nhỏ các dạng sống thông minh trong thiên hà có thể hung dữ, nhưng tính hiếu chiến hoặc lòng nhân từ thực sự của các nền văn minh sẽ bao trùm một phạm vi rộng, với một số nền văn minh "khống chế" những nền văn minh khác. Theo Harrison và Dick, sự sống thù địch ngoài Trái Đất có thể thực sự hiếm gặp trong Vũ trụ, cũng như các quốc gia hiếu chiến và chuyên quyền trên Trái Đất là những quốc gia tồn tại trong khoảng thời gian ngắn nhất, và nhân loại đang thấy sự thay đổi khỏi những đặc điểm này trong các hệ thống chính trị xã hội riêng. Ngoài ra, nguyên nhân của chiến tranh có thể giảm đi đáng kể đối với một nền văn minh có khả năng tiếp cận thiên hà, vì có một lượng lớn tài nguyên thiên nhiên trong không gian có thể tiếp cận được mà không cần dùng đến bạo lực.

### Các nền văn minh tiên tiến và cao cấp hơn
Robert Freitas đã suy đoán vào năm 1978 rằng tiến bộ công nghệ và việc sử dụng năng lượng của một nền văn minh, được đo lường tương đối với một nền văn minh khác hoặc về mặt tuyệt đối bằng đánh giá của nó dựa trên thang Kardashev, có thể đóng một vai trò quan trọng trong kết quả của sự tiếp xúc với người ngoài hành tinh. Do tính khả thi của chuyến bay vào vũ trụ khu vực liên sao đối với các nền văn minh có trình độ công nghệ tương tự như loài người, tương tác giữa các nền văn minh như vậy sẽ phải diễn ra bằng sóng vô tuyến. Do thời gian truyền sóng vô tuyến giữa các ngôi sao kéo dài, những tương tác như vậy sẽ không dẫn đến việc thiết lập quan hệ ngoại giao, cũng như không có bất kỳ tương tác đáng kể nào trong tương lai giữa hai nền văn minh.

### Các nhóm văn minh liên sao
Với tuổi của thiên hà, Harrison phỏng đoán rằng tồn tại một số "câu lạc bộ thiên hà", hội tụ các nền văn minh từ khắp thiên hà. Những câu lạc bộ như vậy có thể bắt đầu như những liên bang hoặc liên minh lỏng lẻo, cuối cùng phát triển thành những liên minh hùng mạnh của nhiều nền văn minh. Nếu nhân loại có thể tham gia vào một cuộc đối thoại với một nền văn minh ngoài Trái Đất, nó có thể tham gia một câu lạc bộ thiên hà như vậy. Khi có nhiều nền văn minh ngoài Trái Đất hơn, hoặc các liên minh của chúng được tìm thấy, những nền văn minh này cũng có thể trở nên đồng nhất với nhau thành một câu lạc bộ như vậy. Sebastian von Hoerner đã gợi ý rằng việc vào câu lạc bộ thiên hà có thể là một cách để nhân loại xử lý cú sốc văn hóa phát sinh từ việc tiếp xúc với một nền văn minh tiên tiến ngoài Trái Đất.